# Deep Under the Sky
Deep Under the Sky — компьютерная игра в жанре аркада, разработанная Rich Edwards & Colin Northway и выпущенная издателем Sarah Northway в августе 2014 года для платформ Mac, PC, iOS, Android.

## Геймплей
Игроку предлагается управлять существом, похожим на медузу, которое передвигается по глубинам космоса и опыляет гнезда, из которых впоследствии появятся новые маленькие медузы. Задача игрока: пройти один за одним 80 уровней в 4 фантастических мирах и спасти свой вид. По ходу прохождения перед игроком открывается множество психоделических ландшафтов. При этом, для управления игрой используется всего одна кнопка.

Механика управления напоминает классическую мобильную игру — Angry Birds. Игрок запускает снаряды пыльцы из медузы, находящейся в неподвижном положении, после чего регулирует траекторию их движения. Если игроку удается запустить снаряд правильно - на его месте образуется детеныш медузы.

## Монетизация
Продажи игры не достигли ожидаемого уровня и не принесли разработчикам прогнозируемых дивидендов. Для того чтобы компенсировать финансовую неудачу проекта, разработчики придумали схему своеобразной эмоциональной монетизации — Art-to-Play. Её суть заключается в том, что каждый желающий, вместо того чтобы заплатить за игру деньги, может получить её бесплатно. Однако для этого игрок должен нарисовать по мотивам игры картину (артворк), затратив на её создание не меньше получаса, после чего прислать работу разработчикам. Таким образом, разработчики осознанно отказались от части финансовой прибыли в пользу эмоционального удовлетворения, вызванного живым, творческим откликом игроков.